# Galaxy Airlines
Galaxy Airlines (Japans: ギャラクシーエアラインズ株式会社, Gyarakushī Earainzu Kabushiki-gaisha) is een Japanse luchtvrachtmaatschappij met haar thuisbasis in Tokio (Tokyo International Airport).

## Geschiedenis
Galaxy Airlines is opgericht in 2005 als een joint venture van Sagawa Express, Japanse handelsfirma's en Kapan Airlines voor binnenlandse vrachtlijndiensten.

## Vloot
De vloot van Galaxy Airlines bestaat uit: (oktober 2007)
- 2 Airbus AB300-600